# Bokovo-Platove
Bokovo-Platove (en ucraniano: Боково-Платове; en ruso: Боково-Платово, romanizado: Bokovo-Platovo) es un asentamiento urbano ucraniano perteneciente al óblast de Lugansk. Situado en el este del país, hasta 2020 era parte del área municipal de Antratsit, pero hoy es parte del raión de Rovenki y del municipio (hromada) de Antratsit.
La ciudad se encuentra ocupada por Rusia desde la guerra del Dombás, siendo administrada como parte de la de facto República Popular de Lugansk.

## Geografía
Bokovo-Platove está a orillas del río Kripenka, 5 km al oeste de Antratsit y 52 km al sur de Lugansk.

## Historia
Bokovo-Platove se fundó en 1796.
Se elevó la localidad a la categoría de asentamiento de tipo urbano en 1938. 
En abril de 2014, durante la guerra del Dombás, los separatistas prorrusos tomaron el control de Bokovo-Platove, pero el 9 de agosto tropas gubernamentales ingresaron al asentamiento.

## Demografía
La evolución de la población entre 1989 y 2022 fue la siguiente:
| 3475                                                          | 3080 | 2702 | 2660 | 2621 | 2622 | 2605 |
| (Fuente: Cities & Towns of Ukraine y UKRAINE: Größere Städte) |      |      |      |      |      |      |

Según el censo de 2001, la lengua materna de la mayoría de los habitantes, el 86,27%, es el ruso; del 13,87% es el ucraniano.

## Infraestructura

### Transporte
Bokovo-Platove está en la carretera Járkov-Rostov del Don, a 5 km de la estación de tren de Antratsit.